# Будиночки для комах

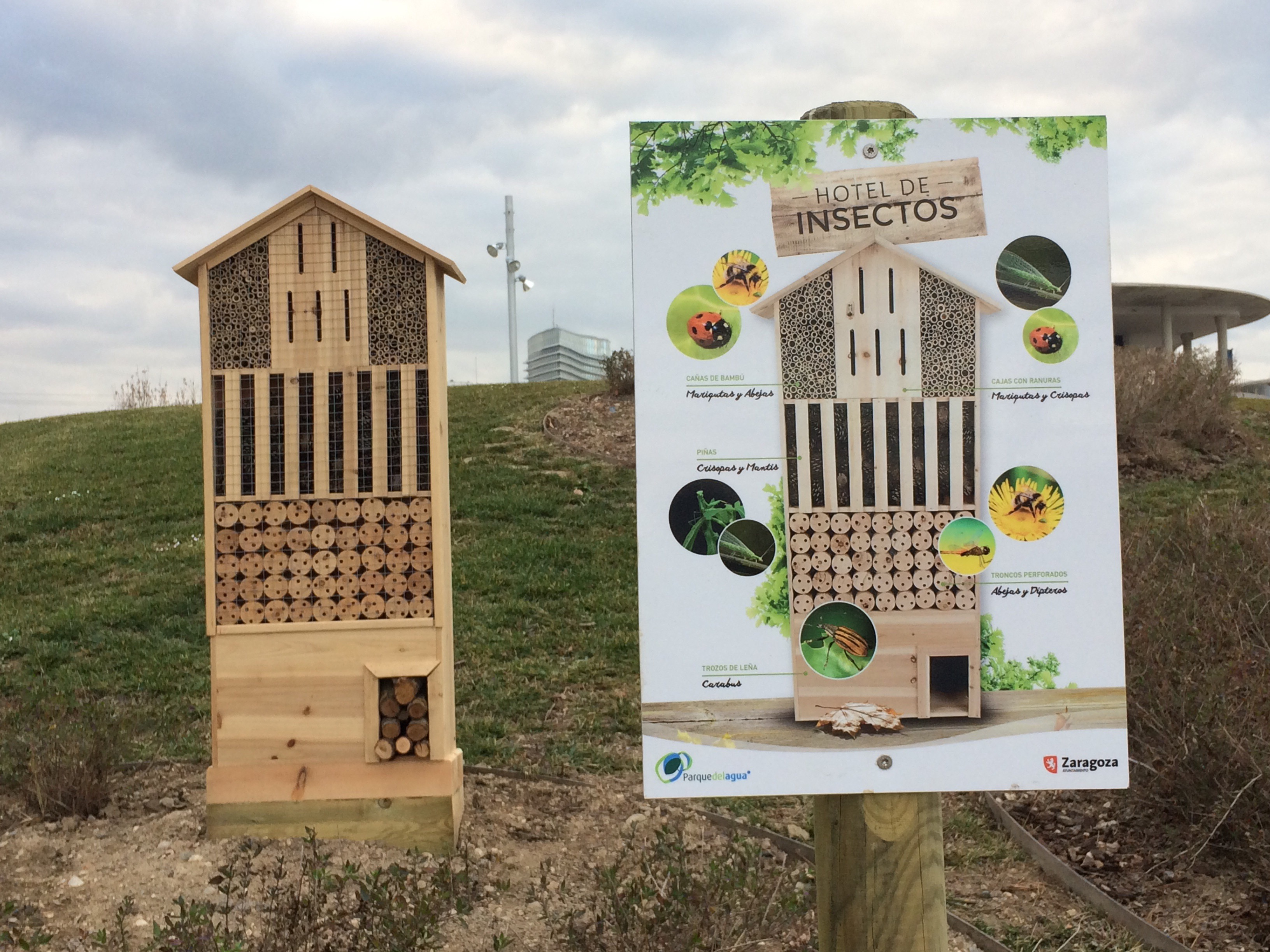
Будиночок для комах, Сарагоса, Іспанія

Будиночки для комах (готелі для комах) — це створені з природних матеріалів конструкції різних форм та розмірів, що складаються з окремих секцій, призначених для гніздівлі (зимівлі) комах-запилювачів та ентомофагів (ворогів шкідників).

## Позитивний ефект
Зникнення оселищ існування, зменшення харчової бази, глобальне потепління та зміна клімату, поширення хвороб і паразитів, масове використання аграріями пестицидів - через ці чинники комахи, завдяки тихій праці яких існує до 85% рослин, потребують нашої підтримки.
Будиночки сприяють збільшенню біорізноманіття. Вони слугують прихистком для комах, які запилюють рослини або регулюють кількість шкідників культурних рослин. Крім цього будиночки мають естетичний вигляд і можуть використовуватися як елемент ландшафтного дизайну.

## Особливості створення та застосування
Розмір та форма конструкції будинку залежить від можливостей та уяви тих, хто їх майструє. Зазвичай, будиночки роблять у формі шпаківень, але з більшою кількістю поверхів та наповненням. Але фактично, будиночком для комах можна назвати навіть спеціально розкладені пучки тернини чи інші матеріали. Щоправда таке «житло» є дуже вразливи і недовговічним. За будь-яких обставин, потрібно пам’ятати, що будиночок повинен знаходитися в теплому та сонячному місці, захищеному від дощу та вітру.

### Інструкція зі створення
При майструванні будиночків для комах необхідно дотримуватися наступних рекомендацій:
- середній діаметр отворів має бути від 2 до 8 мм,
- найкраще для будівництва використовувати натуральні матеріали, які були у вжитку (так вони отримають друге життя),
- фасад потрібно закривати дротяною сіткою для захисту комах від птахів.[3]